# Monte Mário (São Tomé e Príncipe)
Monte Mário é uma vila no distrito de Caué, na ilha de São Tomé em São Tomé e Príncipe. Sua população é de 200 (censo de 2012). A localidade fica a 5km a nordeste de Porto Alegre.

## Histórico
A vila é predominantemente pesqueira.

Logo após a independência dos países africanos colonizados por Portugal, foram realizados seminários de alfabetização com a participação do educador brasileiro Paulo Freire. Monte Mário recebeu a visita do educador durante o 1º Seminário Nacional de Alfabetização em 1976. O educador cita sua experiência em visitar a vila em Pedagogia da Esperança:
“Visitávamos uma pequena comunidade pesqueira. Tinha-se como geradora a palavra bonito, nome de um peixe da região e como codificação um desenho expressivo do povoado, sua vegetação, as casas, típicas, com barcos de pesca ao mar e um pescador com um bonito na mão. O grupo de alfabetizandos olhava em silêncio a codificação. Em certo momento, quatro entre eles se levantaram, como se estivessem combinados e se dirigiram até à parede em que estava fixada a codificação(o desenho do povoado). Observaram de perto, atentamente. Depois, dirigiram-se à janela da sala onde estávamos. Olharam o mundo lá fora. Entreolharam-se, olhos vivos, quase surpresos e olhando mais uma vez a codificação, disseram “é Monte Mário”. Monte Mário é assim e não sabíamos. Em certo sentido, era como se estivessem emergindo do seu mundo, saindo dele para melhor conhecê-lo, pondo-se diante do mundo como sujeitos observadores.” (p. 12)